# 馬什菲爾德希爾斯 (麻薩諸塞州)
馬什菲爾德希爾斯（英語：Marshfield Hills）是位於美國麻薩諸塞州普利茅斯縣的一個普查規定居民點。

## 人口
根據2020年美國人口普查的數據，馬什菲爾德希爾斯的面積為12.78平方千米，當中陸地面積為11.87平方千米，而水域面積為0.91平方千米。當地共有人口2491人，而人口密度為每平方千米194.91人。